# Света Антуса Цариградска
Антуса Цариградска ( грчки : Ανθουσα) позната као Света Антуса Цариградска и у православном свету као Света Антуса Млађа (750. или 757. – 801. или 808. ) је светитељка поштован у Источној православној цркви и Католичкој цркви . Света Антуса се у православној цркви прославља  12. и 18. априла, док је њен празник у католичкој цркви 27. јула.    У Католичкој цркви, Света Антуса је заштитница самостана и опатија .  Била је ћерка византијског цара Константина V.

## Живот

### Детињство:
Током похода на Пафлагонију, цар Константин V је позвао игуманију Антусу од Мантинеје (свету Антусу Старију), коју је раније мучио због поштовања икона, и затражио од ње да се помоли због тешке царичине трудноће.  Игуманија је предвидела рођење близанаца, а ћерка је добила име у њену част. 
Антуса од Константинопоља је била ћерка иконобораца византијског цара Константина V и једна од његових жена. Детаљи о њеном  рођењу су неизвесни. Према једном извору, она и њен брат, будући цар Лав IV Хазар, били су близанци рођени 25. јануара 750. године од прве Константинове жене (тј. царица Ирина Хазарска  ),  док други наводи да је рођена 757. године, датум који би царицу Евдокију учинио њеном мајком и искључио могућност да буде близанац, с обзиром да се поуздано зна да је Лав рођен на претходни датум.  

### Религиозни живот
Када је Антуса постала пунолетна, отац ју је наговарао да се уда. Међутим, Антуса је желео монаштво и није послушао царева наређења. Након смрти свог оца, Антуса је сву своју личну имовину користила за помоћ сиромашнима и сирочади. Побожна царица Ирена, супруга цара Лава IV и стога Антусина снаја, веома је ценила Антусу и позвала је да јој буде савладарка током малолетства цара Константина VI . Међутим, Антуса је одбила понуду. На двору је носила одећу која је одговарала њеном положају као ћерка покојног цара, али је испод своје раскошне одеће носила кошуљу за косу . 
Антуса ступа у манастир Свете Јевтимије .  Касније ју је постриговао цариградски патријарх Тарасије и основала је манастир Омоноја („омоноиа“ значи „сагласје“ или „милосрђе“) у Цариграду, који је постао познат по својим строгим прописима.

### Смрт
Према једном извору, Антуса је живела до педесет и друге године, а умрла је 801. године нове ере.   Други извори тврде да је умрла 808. године у педесет седмој години. 